# 1989년 해태 타이거즈 시즌
1989년 해태 타이거즈 시즌은 해태 타이거즈가 KBO 리그에 참가한 8번째 시즌으로 김응용 감독이 팀을 이끈 7번째 시즌이다. 팀은 정규 시즌 2위에 오르며 포스트시즌에 진출했다. 이후 플레이오프에서 태평양 돌핀스를 3승 0패로 꺾고, 한국시리즈에서 빙그레 이글스를 4승 1패로 꺾으면서 최종 순위는 1위로 창단 5번째 한국시리즈 우승을 달성했으나 김응용 감독이 시즌 막판 김성한 타점왕 밀어주기 - 선동열 다승왕 밀어주기 때문에 따끔한 눈초리를 사기도 했다.
그러나, 선동열이 이 해 6완봉/8완투(75%)로 1993년 이전까지 2완봉 이상/2완투 이상 비율 최고 타이 기록을 세우기도 했다.

## 타이틀
- 노히트노런: 선동열 (5호)
- KBO MVP: 선동열
- KBO 골든글러브: 선동열 (투수), 김성한 (1루수), 한대화 (3루수), 박철우 (지명타자)
- 올스타 선정: 선동열 (투수), 김성한 (1루수), 한대화 (3루수), 이순철 (외야수), 박철우 (지명타자)
- 올스타전 추천선수: 조계현, 장채근
- 컴투스프로야구 KIA 타이거즈 베스트 라인업: 김성한 (1루수)
- 컴투스프로야구 내일은 MVP 라인업: 선동열 (선발투수)
- 컴투스프로야구 80년대 해태 타이거즈 라인업: 이강철 (선발투수), 조계현 (선발투수), 김성한 (1루수)
- 타자 WAR: 김성한 (5.70)
- 공격 WAR: 김성한 (6.28)
- 수비 WAR: 백인수 (1.40)
- 득점: 김성한 (93)
- 홈런: 김성한 (26)
- 루타: 김성한 (212)
- 볼넷: 김성한 (84)
- 출루율: 한대화 (0.409)
- 장타율: 김성한 (0.512)
- OPS: 김성한 (0.919)
- 승리타점: 김성한 (15)
- 완봉: 선동열 (6)
- 다승: 선동열 (21)(9선발승으로 선발승 9위)
- 탈삼진: 선동열 (198)
- 평균자책점: 선동열 (1.17)
- 승률: 선동열 (0.875)
- 선발 GSC: 선동열 (7월 6일 삼성전, 93)
- 선발승: 이강철 (15)(박정현과 공동 1위)

## 선수단
- 선발투수 : 이강철, 조계현, 신동수, 김정수, 문희수, 정동해, 이상윤
- 구원투수 : 송유석
- 마무리투수 : 선동열, 이광우, 차동철, 방수원, 유창균, 강태원
- 포수 : 장채근, 박병호, 장호익
- 1루수 : 김성한
- 2루수 : 서정환, 문승훈, 조충열, 차영화, 윤재호
- 유격수 : 백인수
- 3루수 : 한대화
- 좌익수 : 김준환, 김성규
- 중견수 : 이순철, 김종모
- 우익수 : 조재환, 김평호, 이건열
- 지명타자 : 박철우, 이경복, 서창기, 김태완

## 여담
- 정동해는 9월 21일 롯데 자이언츠와의 경기와 10월 6일 롯데 자이언츠와의 경기에 등판했으나 두 번 모두 아웃 카운트를 한 개도 잡지 못하고 강판되었다. 이후 그는 추가 등판 없이 은퇴하여 1군에서 한 경기라도 뛴 선수들 중 KBO 리그 사상 최초의 단일 시즌 0이닝 소화 투수이자 통산 0이닝 소화 투수가 되었다.
- 김성한은 26홈런 32도루를 기록하여 KBO리그 역대 최초로 단일 시즌 20홈런 - 20도루를 달성했다. 또한 이 시즌에 KBO 리그 사상 처음으로 개인 통산 3000타석을 달성했다.
- 선동열은 1980년대 누적 WAR 41.38로 KBO 리그 1위였다.
- 한대화는 이 시즌 KBO 리그 역대 단일 시즌 청보 핀토스 상대 최다 볼넷(23) 기록을 세웠다.
- 이강철은 이 시즌 청보 핀토스를 상대로 선발로만 8번 등판해 KBO 리그 역대 단일 시즌 청보 핀토스 상대 최다 선발 등판 기록을 세웠다.
- 선동열은 이 시즌 월요일 경기 5승으로 KBO 리그 역대 단일 시즌 월요일 경기 최다 기록을 세웠다.
- 최다승리타점상은 이 시즌을 끝으로 폐지되어 김성한은 이 상의 마지막 수상자가 되었다.
- 선동열은 이때부터 1991년까지 3년 연속으로 다승, 평균자책점, 승률, 탈삼진 1위에 올랐으나 이 당시에는 최다 탈삼진상이 없었기 때문에 투수 4관왕으로 인정받지 못했다.
- 이순철은 KBO 포스트시즌 사상 처음으로 통산 10도루를 달성했다.
- 팀은 역대 최초의 한국시리즈 업셋 우승을 달성했다.
- 팀이 전주종합경기장 야구장을 홈구장으로 사용한 마지막 시즌이다.
- 이 시즌 팀은 처음으로 트레이드에 참여하지 않았다.